# Оратівська селищна рада
Ора́тівська се́лищна ра́да — адміністративно-територіальна одиниця та орган місцевого самоврядування в Оратівському районі Вінницької області. Адміністративний центр — селище міського типу Оратів.

## Загальні відомості
Оратівська селищна рада утворена в 1925 році.
- Територія ради: 0,731 км²
- Населення ради: 3 435 осіб (станом на 2001 рік)
- Територією ради протікає річка Жива

## Населені пункти
Селищній раді підпорядковані населені пункти:
- смт Оратів
- с. Прибережне

## Склад ради
Рада складається з 20 депутатів та голови.
- Голова ради: Барський Ігор Іванович
- Секретар ради: Ямкова Надія Володимирівна

### Керівний склад попередніх скликань
| Прізвище, ім'я, по батькові | Основні відомості                                                | Дата обрання | Дата звільнення |
| --------------------------- | ---------------------------------------------------------------- | ------------ | --------------- |
| Барський Ігор Іванович      | Селищний голова, 1963 року народження, освіта вища, безпартійний | 26.03.2006   | 31.10.2010      |
| Барський Ігор Іванович      | Селищний голова, 1963 року народження, освіта вища, безпартійний | 31.10.2010   |                 |

Примітка: таблиця складена за даними сайту Верховної Ради України

### Депутати
За результатами місцевих виборів 2010 року депутатами ради стали:

#### За суб'єктами висування
| Суб'єкт висування | Кількість обраних депутатів | %   |
| ----------------- | --------------------------- | --- |
| Самовисування     | 20                          | 100 |

#### За округами
| № округу | Прізвище, ім'я, по батькові     | Дата визнання обраним | Освіта             | Партійна приналежність                        | Відомості про обраного депутата                                           |
| -------- | ------------------------------- | --------------------- | ------------------ | --------------------------------------------- | ------------------------------------------------------------------------- |
| 1        | Іващенко Ольга Олексіївна       | 03.11.2010            | вища               | позапартійна                                  | Оратівська електромережа, заступник директора по енергозбуту              |
| 2        | Гнатюк Любов Іванівна           | 03.11.2010            | вища               | позапартійна                                  | загальноосвітня школа І-ІІІ ст. смт Оратів, вчитель                       |
| 3        | Тупіцька Людмила Миколаївна     | 03.11.2010            | вища               | позапартійна                                  | Оратівська відділення Іллінецької МДПІ, завідувачка сектору оподаткування |
| 4        | Вовкотруб Микола Якович         | 03.11.2010            | вища               | позапартійний                                 | ПП «Газводбуд сервіс», головний інженер                                   |
| 5        | Карнаух Петро Єфремович         | 03.11.2010            | вища               | член Соціалістичної партії України            | ПП «Газводбуд сервіс», директор                                           |
| 6        | Демченко Микола Борисович       | 03.11.2010            | вища               | позапартійний                                 | приватний підприємець                                                     |
| 7        | Басюк Оксана Олександрівна      | 03.11.2010            | середня спеціальна | позапартійна                                  | Оратівська ЦРЛ, акушерка                                                  |
| 8        | Лобода Любов Борисівна          | 03.11.2010            | середня            | позапартійна                                  | Оратівська селищна рада, інспектор по обліку військовозобов'язаних        |
| 9        | Созда Галина Василівна          | 03.11.2010            | середня спеціальна | позапартійна                                  | Оратівська селищна рада, головний бухгалтер                               |
| 10       | Святецька Олена Василівна       | 03.11.2010            | середня спеціальна | позапартійна                                  | Оратівська ЦРЛ, операційна сестра                                         |
| 11       | Дем'янчук Галина Петрівна       | 03.11.2010            | вища               | позапартійна                                  | загальноосвітня школа І-ІІІ ст. смт Оратів, вчитель                       |
| 12       | Ліхоткіна Наталія Цезазарівна   | 03.11.2010            | вища               | позапартійна                                  | пенсіонер                                                                 |
| 13       | Пшеничний Володимир Федорович   | 03.11.2010            | вища               | позапартійний                                 | приватний підприємець                                                     |
| 14       | Рябенко Микола Васильович       | 03.11.2010            | вища               | член Всеукраїнського об'єднання «Батьківщина» | КП «Оратівкомунсервіс», директор                                          |
| 15       | Опалюк Олена Михайлівна         | 03.11.2010            | вища               | позапартійна                                  | тимчасово не працює                                                       |
| 16       | Костів Іван Васильович          | 03.11.2010            | середня            | позапартійний                                 | приватний підприємець                                                     |
| 17       | Ліванська Тетяна Володимирівна  | 03.11.2010            | вища               | позапартійна                                  | РБК, директор                                                             |
| 18       | Ямкова Надія Володимирівна      | 03.11.2010            | середня спеціальна | позапартійна                                  | Оратівська селищна рада, секретар                                         |
| 19       | Шевчук Сергій Олександрович     | 03.11.2010            | вища               | член Народної партії                          | ТОВ «Агробуд», заступник директора по господарській частині               |
| 20       | Кириленко Володимир Олексійович | 03.11.2010            | середня            | позапартійний                                 | приватний підприємець                                                     |